# Nati nel 1964/Giugno
| Questa pagina contiene informazioni ricavate automaticamente dalle voci biografiche con l'ausilio del template Bio e di un bot. L'aggiornamento è periodico e automatico e ricostruisce completamente la pagina. Se manca una persona in questa lista, sei pregato di non aggiungerla, ma accertati piuttosto che la sua voce biografica contenga il template Bio e che i dati anagrafici siano correttamente compilati. Se il template Bio manca, inseriscilo tu stesso o, in alternativa, metti l'avviso {{tmp\|Bio}} che ne segnala la mancanza. Se i dati riportati sono sbagliati, correggi direttamente la voce biografica; le modifiche saranno visibili in questa lista entro pochi giorni. Per chiarimenti vedi il progetto biografie. La lista contiene solo le 309 persone che sono citate nell'enciclopedia e per le quali è stato implementato correttamente il template Bio. Pagina aggiornata al 2 ago 2025. |

- 1º giugno - Bunny Bleu, ex attrice pornografica statunitense
- 1º giugno - Bruno Casanova, pilota motociclistico italiano
- 1º giugno - Norberto De Angelis, ex giocatore di football americano italiano
- 1º giugno - Rubén Gorospe, ex ciclista su strada e dirigente sportivo spagnolo
- 1º giugno - Mihoko Iwaya, ex calciatrice giapponese
- 1º giugno - Christian Laurin, attore canadese
- 1º giugno - Giovanni Liverani, manager italiano
- 1º giugno - Nathalie Loiseau, politica e diplomatica francese
- 1º giugno - Peter Maes, allenatore di calcio e ex calciatore belga
- 1º giugno - Yolitzin Martínez, ex schermitrice messicana
- 1º giugno - Mauricio Rivas, ex schermidore colombiano
- 1º giugno - David Rudman, burattinaio statunitense
- 1º giugno - Jainal Antel Sali Jr., rivoluzionario filippino († 2007)
- 1º giugno - Marc Tarpenning, ingegnere e imprenditore statunitense
- 1º giugno - Hitoshi Tomishima, ex calciatore giapponese
- 1º giugno - Trischa Zorn, nuotatrice statunitense
- 2 giugno - Walter Cristofoletto, ex rugbista a 15, allenatore di rugby a 15 e dirigente sportivo italiano
- 2 giugno - Bill Leversee, ex rugbista a 15, allenatore di rugby a 15 e dirigente sportivo statunitense
- 2 giugno - Caroline Link, regista e sceneggiatrice tedesca
- 2 giugno - Massimo Massetti, cardiochirurgo italiano
- 2 giugno - Mark Walters, ex calciatore inglese
- 3 giugno - Bruno Brindisi, fumettista italiano
- 3 giugno - Martin Bäumle, politico svizzero
- 3 giugno - Tony Cardella, kickboxer italiano
- 3 giugno - Seiji Kameda, bassista, produttore discografico e arrangiatore giapponese
- 3 giugno - Kerry King, chitarrista statunitense
- 3 giugno - Sabine Krapf, ex schermitrice e pentatleta tedesca
- 3 giugno - Serhij Kravčuk, ex schermidore sovietico
- 3 giugno - Sabine Lautenschläger, giurista tedesca
- 3 giugno - Nardo Marino, politico italiano
- 3 giugno - Günther Marxer, ex sciatore alpino liechtensteinese
- 3 giugno - Billy Milano, cantante e bassista statunitense
- 3 giugno - Doro Pesch, cantante tedesca
- 3 giugno - Jérôme Pradon, attore e cantante francese
- 3 giugno - James Purefoy, attore britannico
- 3 giugno - Matthew Ryan, cavaliere australiano
- 3 giugno - Éric Vu-An, ballerino, coreografo e direttore artistico francese († 2024)
- 4 giugno - Ademola Adeshina, ex calciatore nigeriano
- 4 giugno - Gia Carides, attrice australiana
- 4 giugno - D.J. Dozier, ex giocatore di football americano e giocatore di baseball statunitense
- 4 giugno - Shawn Knight, ex giocatore di football americano statunitense
- 4 giugno - Sarah F. Maclaren, sociologa e antropologa italiana
- 4 giugno - Antonio Pacheco Massó, giocatore di baseball cubano
- 4 giugno - Jordan Mechner, autore di videogiochi, scrittore e regista statunitense
- 4 giugno - Sean Pertwee, attore britannico
- 4 giugno - Desi Reijers, ex nuotatrice olandese
- 4 giugno - Małgorzata Storożyńska, ex cestista polacca
- 5 giugno - Aggrey Chiyangi, allenatore di calcio e ex calciatore zambiano
- 5 giugno - Lisa Cholodenko, regista e sceneggiatrice statunitense
- 5 giugno - Flavia Fratello, giornalista e conduttrice televisiva italiana
- 5 giugno - Lyn Jones, allenatore di rugby a 15 e ex rugbista a 15 gallese
- 5 giugno - Rémy Lécluse, alpinista e scialpinista francese († 2012)
- 5 giugno - Augustin Matata Ponyo, politico della Repubblica Democratica del Congo
- 5 giugno - Rick Riordan, scrittore statunitense
- 5 giugno - Santo Torrisi, militare italiano
- 6 giugno - Natal'ja Achmarova, ballerina russa
- 6 giugno - Jay Bentley, bassista statunitense
- 6 giugno - Nelli Cooman, ex velocista olandese
- 6 giugno - Raffaella Corradini, conduttrice televisiva, attrice e giornalista italiana
- 6 giugno - Fabio Fornasari, architetto e museologo italiano
- 6 giugno - Béatrice Foucher, ingegnera e dirigente d'azienda francese
- 6 giugno - Antonio Giordano, politico italiano
- 6 giugno - Sékouba Konaté, politico e generale guineano
- 6 giugno - Brendon Nasser, ex rugbista a 15 australiano
- 6 giugno - Giulia Staccioli, coreografa e ex ginnasta italiana
- 6 giugno - Guru Josh, disc jockey britannico († 2015)
- 7 giugno - Armin Assinger, conduttore televisivo e ex sciatore alpino austriaco
- 7 giugno - Sophie Carle, cantante e attrice lussemburghese
- 7 giugno - Han Gi-beom, ex cestista sudcoreano
- 7 giugno - Petr Hruška, poeta, sceneggiatore e critico letterario ceco
- 7 giugno - Greg Lopez, politico statunitense
- 7 giugno - Riccardo Rossi, politico italiano
- 7 giugno - Gaetano Savatteri, giornalista e scrittore italiano
- 7 giugno - Peter Schepull, ex calciatore svizzero
- 7 giugno - Giorgio Scianna, scrittore italiano
- 7 giugno - Mark Steines, giornalista, conduttore televisivo e attore statunitense
- 7 giugno - János Székely, vescovo cattolico ungherese
- 8 giugno - Kim Kwang-sun, ex pugile sudcoreano
- 8 giugno - Butch Reynolds, ex velocista statunitense
- 8 giugno - Antônio Carlos Santos, ex calciatore brasiliano
- 9 giugno - Robert Griesemer, informatico svizzero
- 9 giugno - Ihar Hryščuk, ex cestista e allenatore di pallacanestro bielorusso
- 9 giugno - Thomas Klauser, dirigente sportivo e ex saltatore con gli sci tedesco
- 9 giugno - Julio Lamas, allenatore di pallacanestro argentino
- 9 giugno - Melania Lefter, ex cestista rumena
- 9 giugno - Ferdinando Masi, batterista italiano
- 9 giugno - Francesca Melandri, sceneggiatrice e scrittrice italiana
- 9 giugno - Bart Moeyaert, scrittore belga
- 9 giugno - Michel Pineda, ex calciatore spagnolo
- 9 giugno - Gloria Reuben, attrice canadese
- 9 giugno - Maurizio Santilli, attore italiano
- 9 giugno - Wayman Tisdale, cestista e musicista statunitense († 2009)
- 9 giugno - Beto Vidigal, calciatore portoghese († 2019)
- 9 giugno - Denis Zvizdić, politico bosniaco
- 10 giugno - Angel Červenkov, allenatore di calcio e ex calciatore bulgaro
- 10 giugno - Jimmy Chamberlin, batterista statunitense
- 10 giugno - Ben Daniels, attore inglese
- 10 giugno - Kate Flannery, attrice statunitense
- 10 giugno - Angelo Gregucci, allenatore di calcio e ex calciatore italiano
- 10 giugno - Stuart McCall, allenatore di calcio e ex calciatore scozzese
- 10 giugno - Christophe Neff, geografo francese
- 10 giugno - Andrew Niccol, regista, sceneggiatore e produttore cinematografico neozelandese
- 10 giugno - Vincent Pérez, attore e regista svizzero
- 10 giugno - Dick Rude, attore e regista statunitense
- 10 giugno - Arturo Pablo Ros Murgadas, vescovo cattolico spagnolo
- 10 giugno - Roberta Termali, conduttrice televisiva italiana
- 10 giugno - Gary Wallis, batterista e percussionista britannico
- 11 giugno - Jean Alesi, ex pilota automobilistico e opinionista francese
- 11 giugno - Wren T. Brown, attore statunitense
- 11 giugno - Joachim Buchner, ex sciatore alpino austriaco
- 11 giugno - Beth Cochran, ex cestista canadese
- 11 giugno - Paola Davoli, archeologa e egittologa italiana
- 11 giugno - Anne Marie Dioh, ex cestista senegalese
- 11 giugno - Pete Finestone, batterista statunitense
- 11 giugno - Kim Gallagher, mezzofondista statunitense († 2002)
- 11 giugno - Mel Previte, chitarrista italiano
- 11 giugno - Julio César Rosero, ex calciatore ecuadoriano
- 11 giugno - Dania Santos, ex cestista dominicana
- 11 giugno - Gunnar Sauer, ex calciatore tedesco
- 11 giugno - Eduardo Tartaglia, attore, commediografo e regista italiano
- 11 giugno - Mike Wolfe, attore televisivo, sceneggiatore e produttore televisivo statunitense
- 12 giugno - Angela Baraldi, cantante e attrice italiana
- 12 giugno - Philippe Bouvatier, ciclista su strada francese († 2023)
- 12 giugno - Alberto D'Aguanno, giornalista e conduttore televisivo italiano († 2006)
- 12 giugno - Lorraine Downes, modella neozelandese
- 12 giugno - Gianluca Floris, cantante lirico e scrittore italiano († 2022)
- 12 giugno - María Gracia, attrice e cantante spagnola
- 12 giugno - Uwe Kamps, ex calciatore tedesco
- 12 giugno - Paula Marshall, attrice statunitense
- 12 giugno - Jackson Ole Sapit, arcivescovo anglicano keniota
- 12 giugno - Joël Tiéhi, ex calciatore ivoriano
- 12 giugno - Takashi Yamazaki, regista e sceneggiatore giapponese
- 13 giugno - Alberto Briaschi, dirigente sportivo e ex calciatore italiano
- 13 giugno - Kathy Burke, attrice e regista teatrale britannica
- 13 giugno - Ramón Víctor Castro, ex calciatore uruguaiano
- 13 giugno - Jennifer Gillom, allenatrice di pallacanestro e ex cestista statunitense
- 13 giugno - Šarūnas Marčiulionis, ex cestista, imprenditore e dirigente sportivo lituano
- 13 giugno - Lance Mountain, skater statunitense
- 13 giugno - Arian Stafa, ex calciatore albanese
- 13 giugno - Tamara Tichonova, ex fondista sovietica
- 14 giugno - Paolo Arrigoni, dirigente d'azienda italiano
- 14 giugno - Sergio Giardo, disegnatore e fumettista italiano
- 14 giugno - Guga, ex calciatore brasiliano
- 14 giugno - E. Elias Merhige, regista, sceneggiatore e produttore cinematografico statunitense
- 14 giugno - Bob Murawski, montatore statunitense
- 14 giugno - Umberto Palazzo, cantautore, musicista e produttore discografico italiano
- 14 giugno - Kaija Parve, dirigente sportiva e ex biatleta estone
- 14 giugno - Gilberto Teodoro, politico e imprenditore filippino
- 15 giugno - Courteney Cox, attrice, regista e produttrice televisiva statunitense
- 15 giugno - Mirella Felli, cantante italiana († 2003)
- 15 giugno - Gu Sang-bum, ex calciatore sudcoreano
- 15 giugno - Michael Laudrup, allenatore di calcio e ex calciatore danese
- 15 giugno - Graziano Piazza, attore, regista teatrale e scultore italiano
- 15 giugno - Pavel Ploc, politico e saltatore con gli sci ceco
- 15 giugno - Lisa Wilcox, ex sciatrice alpina statunitense
- 16 giugno - Danny Burstein, attore e cantante statunitense
- 16 giugno - Max Cottafavi, chitarrista italiano
- 16 giugno - Daniela D'Angelo, doppiatrice e direttrice del doppiaggio italiana
- 16 giugno - Amalia Gré, cantautrice e pittrice italiana
- 16 giugno - Michael Lusch, allenatore di calcio e ex calciatore tedesco
- 16 giugno - Gennadij Perepadenko, ex calciatore ucraino
- 16 giugno - Kid Loco, musicista e produttore discografico francese
- 17 giugno - Marco Ambrosini, musicista, compositore e arrangiatore italiano
- 17 giugno - Julie Baumann, ex ostacolista canadese
- 17 giugno - Paolo Calabresi, attore italiano
- 17 giugno - Rinaldo Capello, pilota automobilistico italiano
- 17 giugno - Massimiliano Finazzer Flory, regista e attore italiano
- 17 giugno - Ivan Franek, attore ceco
- 17 giugno - Michael Groß, ex nuotatore tedesco
- 17 giugno - Graeme Hogg, ex calciatore scozzese
- 17 giugno - Svetla Mitkova-Sınırtaş, ex pesista e discobola bulgara
- 17 giugno - Ricardo Moniz, allenatore di calcio e ex calciatore olandese
- 17 giugno - Erin Murphy, attrice statunitense
- 17 giugno - Dirk Raudies, pilota motociclistico tedesco
- 18 giugno - Dave Lee, disc jockey e produttore discografico britannico
- 18 giugno - Vito LoGrasso, ex wrestler statunitense
- 18 giugno - Yang Yi, scrittrice cinese
- 18 giugno - Francesco Siviero, ex calciatore e dirigente sportivo italiano
- 18 giugno - Petre Tobă, politico e poliziotto rumeno
- 18 giugno - Wilson de Souza Mendonça, ex arbitro di calcio brasiliano
- 18 giugno - 'Uday Saddam, politico, giornalista e militare iracheno († 2003)
- 19 giugno - Héctor Begeo, ex siepista e mezzofondista filippino
- 19 giugno - Francesca Cappelletti, storica dell'arte italiana
- 19 giugno - Alessandro Fullin, attore teatrale, attore cinematografico e comico italiano
- 19 giugno - Brent Goulet, allenatore di calcio, ex calciatore e ex giocatore di calcio a 5 statunitense
- 19 giugno - Boris Johnson, politico, giornalista e scrittore britannico
- 19 giugno - Yōichi Nukumizu, attore giapponese
- 19 giugno - Antonio Palumbo, doppiatore, dialoghista e direttore del doppiaggio italiano
- 19 giugno - Omowunmi Sadik, chimica e inventrice nigeriana
- 19 giugno - Kevin Schwantz, pilota motociclistico statunitense
- 20 giugno - Laura Aikin, soprano statunitense
- 20 giugno - Valerio Binasco, attore e regista teatrale italiano
- 20 giugno - Pierfrancesco Chili, dirigente sportivo e ex pilota motociclistico italiano
- 20 giugno - Steve Cotterill, allenatore di calcio e ex calciatore inglese
- 20 giugno - Michael Landon Jr., attore, regista e sceneggiatore statunitense
- 20 giugno - Éric Lartigau, regista francese
- 20 giugno - Junko Matsuura, ex cestista giapponese
- 20 giugno - Silke Möller, ex velocista tedesca
- 20 giugno - Marcelo Méndez, allenatore di pallavolo e ex pallavolista argentino
- 20 giugno - Lapo Pistelli, politico e dirigente d'azienda italiano
- 20 giugno - Ivo Pulga, ex calciatore e allenatore di calcio italiano
- 21 giugno - Patrice Bailly-Salins, biatleta francese
- 21 giugno - Gregorio Gitti, politico e avvocato italiano
- 21 giugno - Oleg Kononenko, cosmonauta russo
- 21 giugno - Jurij Kruppa, scacchista ucraino
- 21 giugno - Isabella Leoni, regista italiana
- 21 giugno - Patrick Lowie, scrittore, editore e regista belga
- 21 giugno - David Morrissey, attore, regista e produttore cinematografico inglese
- 21 giugno - Valerij Nevjerov, scacchista ucraino
- 21 giugno - Kiyoshi Ōkuma, ex calciatore e allenatore di calcio giapponese
- 21 giugno - Josh Pais, attore statunitense
- 21 giugno - Dīmītrīs Papaïōannou, coreografo greco
- 21 giugno - Marcel Rohner, bobbista svizzero
- 21 giugno - Dean Saunders, ex calciatore e allenatore di calcio gallese
- 21 giugno - Doug Savant, attore statunitense
- 21 giugno - Adrian van Hooydonk, designer olandese
- 21 giugno - Luis Villamayor, ex giocatore di calcio a 5 paraguaiano
- 22 giugno - Hiroshi Abe, attore e modello giapponese
- 22 giugno - Cadillac Anderson, ex cestista statunitense
- 22 giugno - Amy Brenneman, attrice statunitense
- 22 giugno - Dan Brown, scrittore statunitense
- 22 giugno - Tommy Cunningham, musicista, compositore e cantante scozzese
- 22 giugno - Antonio Vidal González, ex calciatore argentino
- 22 giugno - Fajr Ibrahim, allenatore di calcio e ex calciatore siriano
- 22 giugno - Nico Jalink, allenatore di calcio e ex calciatore olandese
- 22 giugno - Paterson Joseph, attore britannico
- 22 giugno - Miroslav Kadlec, ex calciatore ceco
- 22 giugno - Maria Kisito, criminale ruandese
- 22 giugno - Alessandro Manuelli, vigile del fuoco italiano († 2001)
- 22 giugno - Henrik Mestad, attore norvegese
- 22 giugno - Tom Morris, regista teatrale, drammaturgo e produttore teatrale britannico
- 22 giugno - Markus Prock, ex slittinista e manager austriaco
- 22 giugno - Gianni Salamon, ex rugbista a 15 e allenatore di rugby a 15 italiano
- 22 giugno - Ulrike Sarvari, ex velocista tedesca
- 22 giugno - Curt O. Schaller, direttore della fotografia e fotografo tedesco
- 23 giugno - Joey Allen, chitarrista statunitense
- 23 giugno - Stefania Cento, cantante italiana
- 23 giugno - Randoald Dessarzin, allenatore di pallacanestro svizzero
- 23 giugno - Kenji Hon'nami, ex calciatore giapponese
- 23 giugno - Lou Yun, ex ginnasta cinese
- 23 giugno - Juan Ignacio Martínez, allenatore di calcio e ex calciatore spagnolo
- 23 giugno - Tara Morice, attrice e cantante australiana
- 23 giugno - Wagner Tardelli, ex arbitro di calcio brasiliano
- 23 giugno - Joss Whedon, regista, sceneggiatore e fumettista statunitense
- 24 giugno - Philippe Fargeon, ex calciatore francese
- 24 giugno - Greg Fee, ex calciatore inglese
- 24 giugno - Gianni Celeste, cantautore italiano
- 24 giugno - Heiko Hunger, ex sciatore nordico tedesco
- 24 giugno - Daniela Lojarro, soprano italiano
- 24 giugno - Günther Mader, ex sciatore alpino austriaco
- 24 giugno - Igor' Plotnickij, militare e politico ucraino
- 24 giugno - Antonio Soda, allenatore di calcio e ex calciatore italiano
- 24 giugno - Giovanni Soncin, allenatore di calcio e ex calciatore italiano
- 24 giugno - Dieter Steger, politico italiano
- 24 giugno - Gary Suter, ex hockeista su ghiaccio statunitense
- 25 giugno - Dell Curry, ex cestista e allenatore di pallacanestro statunitense
- 25 giugno - Erica Gimpel, attrice statunitense
- 25 giugno - Johnny Herbert, ex pilota automobilistico britannico
- 25 giugno - Greg Raymer, giocatore di poker statunitense
- 25 giugno - Emma Suárez, attrice spagnola
- 25 giugno - Ernst Vettori, ex saltatore con gli sci austriaco
- 25 giugno - Zeng Jinlian, cinese († 1982)
- 26 giugno - Enza Blundo, politica italiana
- 26 giugno - Fabrizio Bracconeri, attore e personaggio televisivo italiano
- 26 giugno - Andrea Braido, chitarrista e polistrumentista italiano
- 26 giugno - Said Gómez, ex atleta paralimpico panamense
- 26 giugno - Emanuela Grimalda, attrice italiana
- 26 giugno - Tommi Mäkinen, ex pilota di rally finlandese
- 26 giugno - Hiroyuki Morita, regista e animatore giapponese
- 26 giugno - Lamberto Piovanelli, ex calciatore italiano
- 26 giugno - Inma Sancho, attrice, doppiatrice e regista teatrale spagnola
- 26 giugno - Ian Tracey, attore canadese
- 27 giugno - Roberto Baiocchi, ballerino e coreografo italiano
- 27 giugno - Michael Reilly Burke, attore statunitense
- 27 giugno - Kai Diekmann, giornalista tedesco
- 27 giugno - Bruce Kendall, velista neozelandese
- 27 giugno - Venancio López, ex giocatore di calcio a 5 e allenatore di calcio a 5 spagnolo
- 27 giugno - Chuck Person, ex cestista e allenatore di pallacanestro statunitense
- 27 giugno - Terry Serpico, attore statunitense
- 27 giugno - Edoardo Volpi Kellermann, compositore e scrittore italiano
- 28 giugno - Ismail Youssef, allenatore di calcio e ex calciatore egiziano
- 28 giugno - Sanjeev Bhaskar, attore britannico
- 28 giugno - Luigi Casati, speleologo italiano
- 28 giugno - DJ Quicksilver, disc jockey turco
- 28 giugno - Sabrina Ferilli, attrice e conduttrice televisiva italiana
- 28 giugno - Peter Goddard, pilota motociclistico australiano
- 28 giugno - Dino Hackett, ex giocatore di football americano statunitense
- 28 giugno - Mayumi Kaji, ex calciatrice giapponese
- 28 giugno - Susan Mascarin, ex tennista statunitense
- 28 giugno - Bernie McCahill, ex rugbista a 15 e allenatore di rugby a 15 neozelandese
- 28 giugno - Brigitte Mohn, imprenditrice tedesca
- 29 giugno - Paolo Costa, bassista italiano
- 29 giugno - Orlando Febres, cestista statunitense († 2015)
- 29 giugno - Annapia Gandolfi, ex schermitrice italiana
- 29 giugno - Katia Ippaso, giornalista e scrittrice italiana
- 29 giugno - Wendy Kilbourne, attrice statunitense
- 29 giugno - Stefano Saletti, musicista, compositore e produttore discografico italiano
- 29 giugno - Alfredo Tomassini, calciatore peruviano († 1987)
- 29 giugno - William J. Vila, attore statunitense
- 30 giugno - Alfredo Betrò, direttore della fotografia italiano
- 30 giugno - Tanja Dangalakova, ex nuotatrice bulgara
- 30 giugno - Marco Del Freo, cantautore e attore italiano
- 30 giugno - Thomas Flath, allenatore di calcio e ex calciatore tedesco
- 30 giugno - Alexandra Manley, contessa danese
- 30 giugno - Settimio Massotti, allenatore di pallamano e ex pallamanista italiano
- 30 giugno - Ivan Trojan, attore e doppiatore ceco
- 30 giugno - Mark Waters, regista e produttore cinematografico statunitense
- 30 giugno - Martin Weinek, attore, doppiatore e enologo austriaco
- 30 giugno - Roger Miret, musicista statunitense